# Anisya Kirdyapkina
Anisya Kirdyapkina (née Kornikova le 23 octobre 1989) est une athlète russe, spécialiste de la marche, championne d'Europe du 20 km en 2010 à Barcelone.

## Carrière
Son meilleur temps sur 20 km marche est de 1 h 25 min 11 s, réalisé à Sotchi le 20 février 2010. Arrivée 4e sur cette distance aux Championnats du monde de Berlin en 2009, elle récupère quelques années plus tard la médaille de bronze après la disqualification pour dopage de sa compatriote Olga Kaniskina.
La Russe obtient le plus grand titre de sa carrière aux championnats d'Europe de Barcelone en 2010, en profitant encore une fois du déclassement pour dopage de Kaniskina.
Kirdyapkina est l'épouse du marcheur russe Sergey Kirdyapkin, champion du monde du 50 km en 2005. 

## Dopage
Le 7 février 2019, le TAS décide de suspendre Kirdyapkina en se basant sur une numération sanguine anormale dans son passeport biologique. La période de suspension démarre au 27 juillet 2017. Tous les résultats de Kirdyapkina entre le 25 février 2011 et le 11 octobre 2013 sont annulés, ce qui signifie que la Russe perd sa médaille d'argent olympique acquise en 2012 ainsi que ses deux médailles d'argent planétaires obtenues en 2011 et 2013. Kirdyapkina doit également quitter ses fonctions d’entraîneur de l'équipe russe.

## Palmarès
| Date | Compétition                   | Lieu      | Résultat | Épreuve      | Performance     |
| ---- | ----------------------------- | --------- | -------- | ------------ | --------------- |
| 2007 | Championnats d'Europe juniors | Hengelo   | 1re      | 10 km marche | 43 min 27 s 20  |
| 2009 | Championnats du monde         | Daegu     | 3e       | 20 km marche | 1 h 30 min 09 s |
| 2010 | Championnats d'Europe         | Barcelone | 1re      | 20 km marche | 1 h 28 min 55 s |
| 2011 | Championnats du monde         | Daegu     | DQ       | 20 km marche | 1 h 30 min 13 s |
| 2013 | Universiade                   | Kazan     | DQ       | 20 km marche | 1 h 29 min 30 s |
| 2013 | Championnats du monde         | Moscou    | DQ       | 20 km marche | 1 h 27 min 11 s |
| 2015 | Universiade                   | Gwangju   | 1re      | 20 km marche | 1 h 28 min 18 s |

## Records
| Épreuve      | Performance     | Lieu   | Date            |
| ------------ | --------------- | ------ | --------------- |
| 20 km marche | 1 h 25 min 11 s | Sotchi | 20 février 2010 |